# New Holland, Illinois
New Holland là một làng thuộc quận Logan, tiểu bang Illinois, Hoa Kỳ. Năm 2010, dân số của làng này là 269 người.

## Dân số
Dân số qua các năm:
- Năm 2000: 318 người.
- Năm 2010: 269 người.